# Feró Nagy
Ferenc "Feró" Nagy, född 14 januari 1946 i Letenye, är en ungersk rocksångare och musiker. Han spelar bland annat gitarr, saxofon och piano
Nagy började sjunga i rockband som en hobby under 1960-talet. Han blev känd som sångaren, frontmannen och låtskrivaren i bandet Beatrice under det sena 1970-talet. Han skapade ett "fenomen" med sin scenstil och kallade sig själv för "A Nemzet csótánya" ("nationens kackerlacka") och var en öppen anti-socialist vid en tid när Ungern styrdes av en kommunistregim och ingick i östblocket.[källa behövs]
Efter nedläggningen av gruppen Beatrice grundade han gruppen Bikini år 1982, och återvände sedan till Beatrice år 1987.

## Galleri

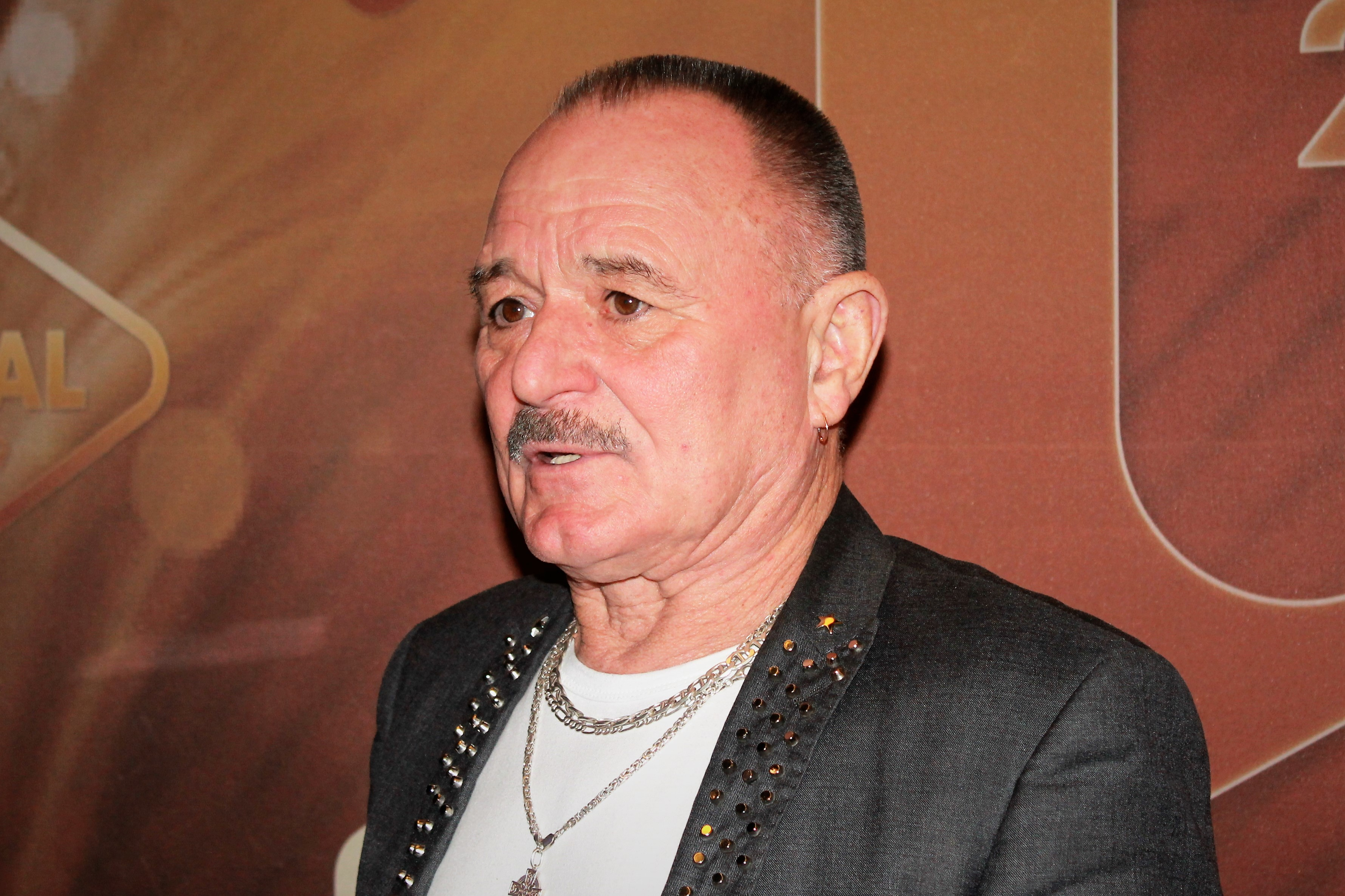
Feró Nagy, december 2018.

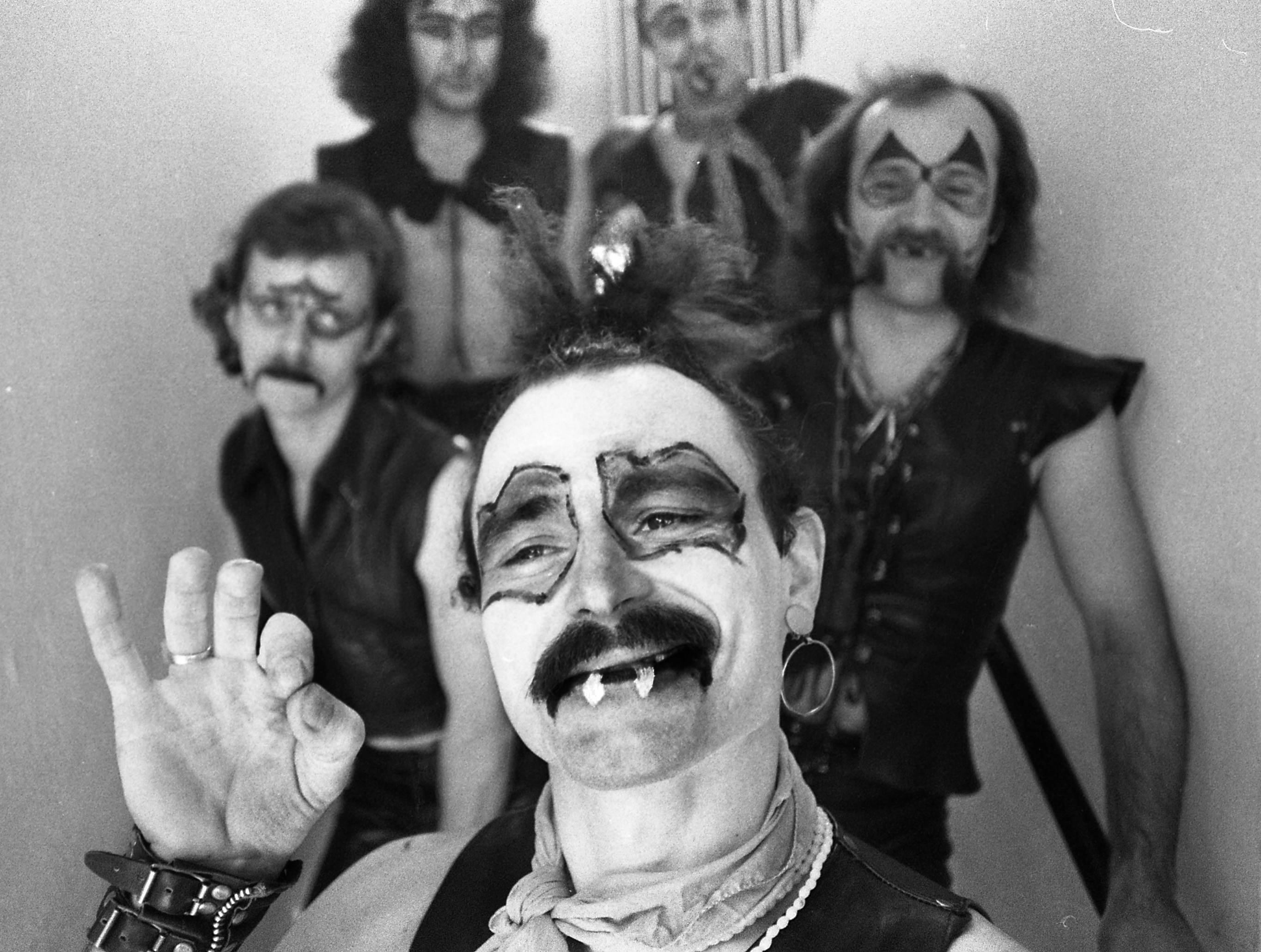
Musikgruppen Beatrice med Feró Nagy närmast i bild, 1978.